# الحفيرية
الحفيرية، قرية من قرى محافظة المهد، والتابعة لمنطقة المدينة المنورة في السعودية. تقع في جنوب شرق المدينة المنورة، وتبعد عنها بمسافة تقارب ( ) كيلو متر، وعن مهد الذهب بمسافة تقارب ( ) كيلو متر.